# 张松涛 (篮球运动员)
张松涛（1985年6月17日—），中国男子篮球运动员，司职中锋。他曾代表中国参加2006年世界篮球锦标赛，最终获得第9名。